# Escut de Santa Magdalena de Polpís
L'escut de Santa Magdalena de Polpís és un símbol representatiu oficial de Santa Magdalena de Polpís, municipi del País Valencià, a la comarca del Baix Maestrat. Té el següent blasonament:
| « | Escut truncat: 1r, d'or, els quatre pals de gules; 2n, d'atzur, el castell de argent, carregat de la Creu, plana, de gules (antiga dels cavallers de l'Orde de Montesa). Al timbre, Corona del Regne d'Aragó. | » |

## Història
L'escut fou aprovat per Ordre de 28 de febrer de 1985, de la Conselleria de Governació, publicada en el DOGV núm. 244, del 18 d'abril de 1985.
S'hi representen les armes reials dels quatre pals en senyal de pertinença al Regne de València des del 1233, quan Jaume I conquereix el castell als musulmans i el dona a l'orde de Calatrava i, posteriorment, al del Temple. A sota, el castell de Polpís, amb la creu de l'orde de Montesa, antics senyors del poble al segle xiv.
A l'Arxiu Històric Nacional es conserven les empremtes de dos segells en tinta de 1876: el segell major amb una al·legoria de Maria Magdalena i un altre de l'Alcaldia amb l'escut d'Espanya.

Segell Major (AHN, 1876).
Segell de l'Alcaldia (AHN, 1876).